# Мульда (Саксония)
Мульда (нем. Mulda/Sa.) — община в Германии, в земле Саксония. Подчиняется административному округу Хемниц. Входит в состав района Средняя Саксония. Расположена на реке Фрайбергер-Мульде.
Население составляет 2612 человек (на 31 декабря 2013 года). Занимает площадь 43,08 км². В состав общины входят населённые пункты Мульда, Хельбигсдорф, Рандек и Цетау.
Мульда была основана франкскими поселенцами между 1160 и 1260 годами.